# Răsmirești
Răsmirești – wieś w Rumunii, w okręgu Teleorman, w gminie Răsmirești. W 2011 roku liczyła 821 mieszkańców.